# جاوة الوسطى
جاوة الوسطى (بالإندونيسية: Jawa Tengah)‏، هي إحدى أقاليم إندونيسيا. وتقع في وسط جزيرة جاوة. وعاصمتها الإدارية سمارانغ. يحدها من الغرب جاوة الغربية، والمحيط الهندي والمنطقة الخاصة ليوجياكارتا في الجنوب، وجاوة الشرقية في الشرق، وبحر جاوة في الشمال. تبلغ مساحتها الإجمالية 32800.69 كيلومتر مربع، ويبلغ عدد سكانها 36.516.035 نسمة في تعداد 2020

## جزر الإقليم
من أهم جزر الإقليم:
- جزر كاريمون جاوة
- جزيرة نوسا كامبانجان

## أعلام
- مباه غوثو
- أحمد ياني
- جون هندريك كاسبار كيرن